# Phoenicoprocta variabilis
Phoenicoprocta variabilis är en fjärilsart som beskrevs av William James Kaye 1919. Phoenicoprocta variabilis ingår i släktet Phoenicoprocta och familjen björnspinnare. Inga underarter finns listade i Catalogue of Life.